# Nekropole für die Opfer des Faschismus

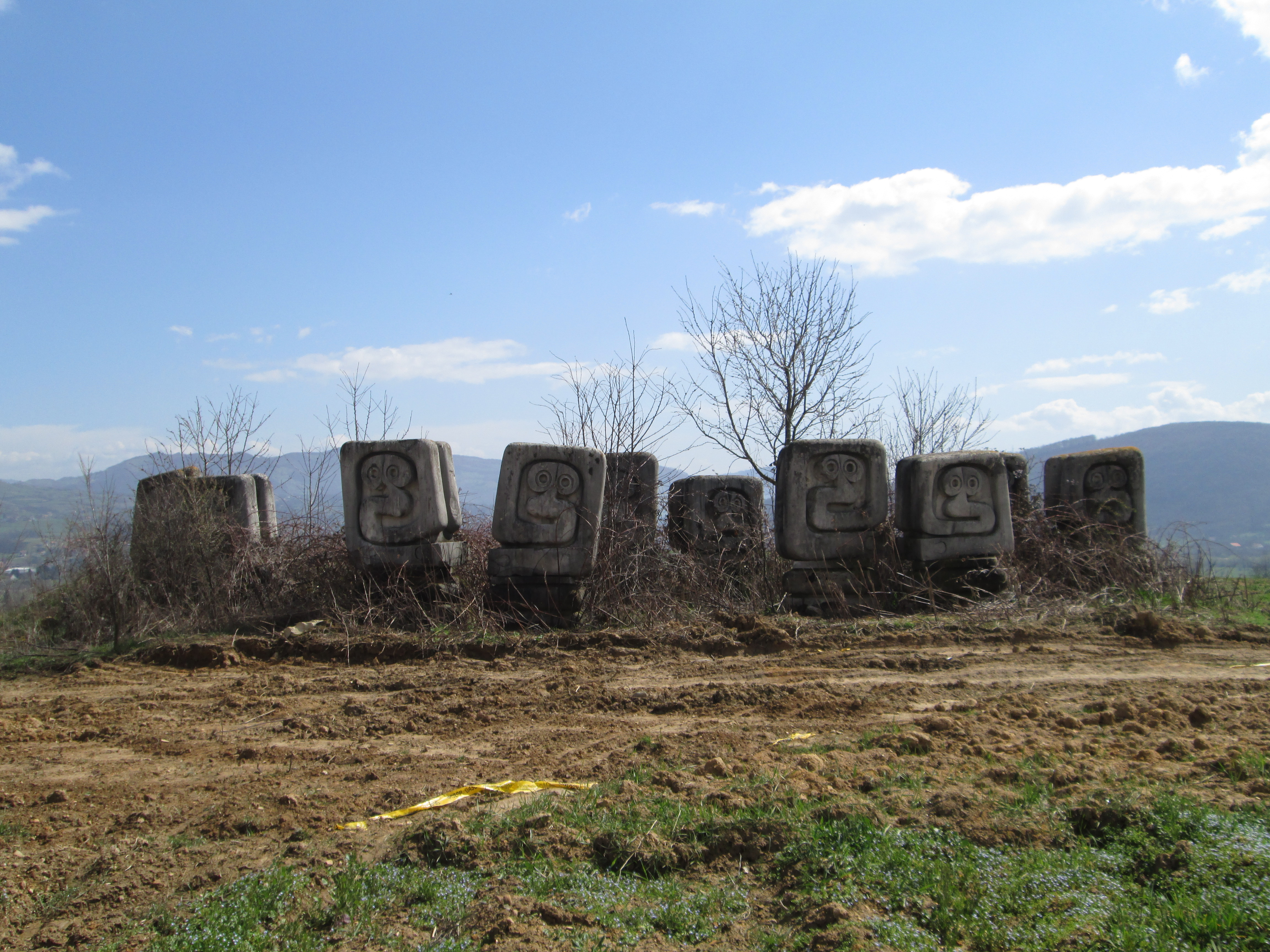
Nekropole für die Opfer des Faschismus (2013)

Die Nekropole für die Opfer des Faschismus (bosnisch Nekropola žrtvama fašizma) auf dem Berg Čamića Brdo bei Novi Travnik ist ein Massengrab und Denkmal, welches an ein Massaker der Ustascha an diesem Ort gedenkt, bei dem etwa 700 Zivilisten ermordet wurden. Es wurde von 1972 bis 1975 nach Plänen des jugoslawischen Architekten und Bildhauers Bogdan Bogdanović errichtet. 
Es besteht aus zwölf identischen monolithischen Blöcken, die jeweils etwa drei bis vier Meter hoch sind. In einer unterirdischen Krypta sind die Überreste der getöteten Menschen begraben. 

## Geschichte
Die Gemeinde Travnik plante ab September 1972 die Errichtung einer Gedenkstätte. Der damalige Bürgermeister Abdulah Maglić wählte persönlich Bogdanović für den Entwurf aus. Dieser begann die Arbeit an dem Denkmal im Oktober 1972. Das Denkmal wurde offiziell am 19. Februar 1975 eröffnet, dem Jahrestag der Befreiung Novi Travniks durch die Partisanen. 
Während des Bosnienkrieges wurde die Anlage stark beschädigt, einer der Monolithe ist komplett zerstört.
Im Jahr 2012 wurde die Anlage zu einem Nationalen Denkmal erklärt.